# Addys Mercedes
Addys Mercedes, auparavant Addys D'Mercedes (née à Moa dans la province de Holguin, à Cuba) est une chanteuse et compositrice cubaine de musique latine et de dance/pop.

## Biographie
Elle interprète depuis son enfance des boléros et des nueva trova. Elle entame une carrière professionnelle à 17 ans, en devenant la chanteuse principale de Los Neira, un célèbre groupe cubain.
Elle réside depuis 1993 à Essen (Allemagne) et à Tenerife (îles Canaries, en Espagne).

## Discographie

### Albums
- 2001 : Mundo Nuevo (Media Luna)
- 2003 : Nomad (Media Luna)
- 2012 : Addys (Media Luna)

### Singles & Videos
- 2001 : Mundo Nuevo (Media Luna)
- 2005 : Gitana Loca (Media Luna)
- 2005 : Esa Voz (Media Luna)
- 2011 : Sabado Roto (Media Luna)
- 2012 : Hollywood (Media Luna)
- 2012 : Gigolo (Media Luna)

### Remixes
- Latin house, Ragga, Deep house -
- Mundo Nuevo (Tony Brown - Media Luna)
- Gitana Loca (Tony Brown - Media Luna)
- Esa Voz (4tune twins - Media Luna)
- Afro D' Mercedes (Andry Nalin - Media Luna)
- Oye Colombia (4tune twins - Media Luna)
- Cry It Out (Guido Craveiro - Media Luna)
- Cha Ka Cha (Ramon Zenker - Media Luna)